# Qingdao West Coast FC
Der Qingdao West Coast Football Club (chinesisch 青岛西海岸足球俱乐部) ist ein chinesischer Fußballverein aus Qingdao (chinesisch 青島市 / 青岛市). Der Verein spielt in der ersten Liga des Landes, der Chinese Super League.

## Namenshistorie
| Von  | Bis   | Name                                                     |
| ---- | ----- | -------------------------------------------------------- |
| 2007 | 2017  | Qingdao Kangtaiyuan FC (chinesisch 青岛康太源)           |
| 2017 | 2018  | Qingdao Kangtine FC (chinesisch 青岛康太源)              |
| 2019 | 2020  | Qingdao Zhongchuang Hengtai FC (chinesisch 青岛中创恒泰) |
| 2021 | 2022  | Qingdao Youth Island FC (chinesisch 青岛青春岛)          |
| 2023 | heute | Qingdao West Coast FC (chinesisch 青岛西海岸)            |

## Erfolge
- Chinesischer Zweitligavizemeister: 2023  ▲

## Saisonplatzierung
| Saison                                        | Liga                                          | Level                                         | Platz                                         |
| Qingdao Zhongchuang Hengtai FC (青岛中创恒泰) | Qingdao Zhongchuang Hengtai FC (青岛中创恒泰) | Qingdao Zhongchuang Hengtai FC (青岛中创恒泰) | Qingdao Zhongchuang Hengtai FC (青岛中创恒泰) |
| --------------------------------------------- | --------------------------------------------- | --------------------------------------------- | --------------------------------------------- |
| 2020                                          | China League Two                              | 3                                             | 4. (Group A)                                  |
| Qingdao Youth Island FC (青岛青春岛)          |                                               |                                               |                                               |
| 2021                                          | China League Two                              | 3                                             | 3. (Group C)                                  |
| 2021                                          | China League Two                              | 3                                             | 4. (Group D) ▲                                |
| 2022                                          | China League One                              | 2                                             | 9.                                            |
| 2023                                          | China League One                              | 2                                             | 2. ▲                                          |
| 2024                                          | Chinese Super League                          | 1                                             |                                               |

## Stadion
Der Verein trägt seine Heimspiele im Guzhenkou University City Sports Center Stadium in Qingdao aus. Das Stadion hat ein Fassungsvermögen von 20.000 Personen.

## Trainerchronik
Stand: 10. Februar 2022
| Trainer  | Nation              | von          | bis   |
| -------- | ------------------- | ------------ | ----- |
| Zhou Xin | Volksrepublik China | 1. Juli 2018 | heute |